# Стреляй!
«Стреляй!» — кинофильм. Участник основного конкурса на 50-м Венецианском кинофестивале.

## Сюжет
Молодой репортёр Маркос идёт в цирк, чтобы потом написать о нём. Не заинтересовавшись представлением, он собирается уйти. В начале второго отделения выступает наездница Анна, в конце номера стреляющая по воздушным шарам. Маркос заинтригован, он остаётся, чтобы взять интервью у Анны. Она приглашает его на ужин с артистами. Ночь Маркос и Анна проводят вместе. Он хочет поехать с ней на гастроли по Европе, но должен делать репортаж о концерте в Барселоне.
В цирк приходят трое молодых механиков чинить оборудование, директор даёт им контрамарки. После представления все трое следуют за Анной в её фургон и жестоко насилуют её. Покалеченная, униженная Анна решает действовать самостоятельно. Она вооружается винтовкой, с лёгкостью выслеживает обидчиков и расстреливает их насмерть. Анна истекает кровью и вынуждена обратиться к врачу, который сообщает в полицию. Полиция уже расследует тройное убийство, звонок доктора даёт им зацепку. Начинается преследование.
На шоссе Анну останавливают двое полицейских, которых она убивает. Маркос, приехавший к фургону Анны, видит кровавые следы и вместе с полицией пускается на поиски. Анна находит убежище в деревенском доме, где живёт супружеская пара с двумя детьми. Маркос приезжает слишком поздно: Анна умирает у него на руках.